# Fire Punch
Fire Punch (ファイアパンチ?, Faia Panchi) è una serie di web manga giapponese scritta e illustrata da Tatsuki Fujimoto. È stata serializzata sul sito Shōnen Jump+ di Shueisha's tra aprile 2016 e gennaio 2018, e i suoi capitoli sono stati raccolti in otto tankōbon. In Italia è pubblicato da Star Comics.
Fire Punch è ambientato su una Terra ormai ghiacciata e sterile. La serie racconta la storia di Agni, un giovane in grado di rigenerare il proprio corpo. Dopo che il suo villaggio soccombe a fiamme inestinguibili, lui si ritrova perennemente in fiamme, il che lo lascia angosciato e costretto a giurare vendetta.

## Trama
Su una Terra ghiacciata del futuro, il mondo è stato presumibilmente reso sterile dalla Strega del Ghiaccio, che è una delle poche a possedere abilità speciali note come "Benedizioni". Agni, un ragazzo adolescente, e sua sorella Luna possiedono entrambi la Benedizione della rigenerazione. Nel loro remoto villaggio, Agni e Luna aiutano gli anziani a sopravvivere offrendo loro la carne delle braccia mozzate di Agni come sostentamento. Un giorno, un uomo di nome Doma, un altro Benedetto, con la capacità di produrre fiamme che non si estinguono finchè consumano qualcosa, visita il villaggio, offrendosi di accompagnare Agni nella sua città, Behemdorg. Tuttavia, dopo aver scoperto che gli abitanti del villaggio dipendono dalla carne umana per sopravvivere, Doma ne è disgustato e annienta il villaggio, bruciandone vivi gli abitanti, tra cui Luna, la cui capacità rigenerativa è più lenta di quella di Agni. Agni, l'unico sopravvissuto, continua a bruciare, ma si rigenera. Per otto anni lotta per recuperare le forze, spinto dal desiderio di vendetta contro Doma.
Nel suo viaggio verso la vendetta, Agni salva Sole, un ragazzo che possiede la Benedizione dell'elettricità e idolatra Agni come una divinità. Agni incontra anche Giuda, una soldatessa benedetta che somiglia in modo sorprendente a Luna. Dopo uno scontro brutale, Giuda neutralizza Agni, con l'intento di portare la sua testa a Behemdorg, dove Sole è imprigionato per generare elettricità per la città. Agni incontra nuovamente Doma, che gli chiede perdono ma rifiuta la morte come redenzione. Su un treno diretto a Behemdorg, Togata, un cinefilo rigenerativo benedetto, interviene e massacra i soldati del treno, e convince Agni a farsi filmare e a diventare il protagonista del film di Togata; Agni accetta in cambio di addestramento, e si dirigono verso uno scontro con il potente Benedetto di Behemdorg. All'arrivo, le fiamme di Agni divampano sulla città, distruggendola, uccidendone gli abitanti e liberandone gli schiavi. Sentendosi senza scopo, Giuda tenta di bruciarsi con la fiamma di Agni, ma la Strega del Ghiaccio interviene, decapitandola e scomparendo con la sua testa.
La strega del ghiaccio, Sulya, resuscita Giuda, ponendola sotto il suo controllo. Sulya rivela che entrambi sono "Evoluti", ovvero membri di una forma avanzata di umanità che possiedono le capacità dei Benedetti. Progetta di porre fine all'era glaciale trasformando Giuda in un "Albero del Mondo" che consumerà ogni forma di vita sulla Terra, riscaldando il pianeta. In un villaggio abbandonato, Agni diventa il leader riluttante degli schiavi liberati, che iniziano ad adorarlo come il "Pugno di Fuoco". Togata lo aiuta a sostenere la comunità, mentre Agni offre loro la sua carne non bruciata per la sopravvivenza. Viene a sapere che i soldati di Behemdorg, tra cui Doma, si trovano nelle vicinanze. Togata, che si rivela essere un uomo transgender, lascia il villaggio, ma Agni lo segue, tentando di convincerlo a tornare; alla fine si riconcilia quando Agni, che fatica a comprendere l'identità transgender di Togata, afferma di considerarlo un fratello maggiore, indipendentemente dal sesso.
Agni affronta Doma, che ora si prende cura di alcuni bambini, insegnando loro i valori dell'istruzione, della compassione e del pacifismo. Doma spiega ad Agni che le sue azioni passate erano un tentativo di impedire il decadimento morale degli abitanti del villaggio attraverso il cannibalismo. Sebbene inizialmente indulgente, Agni viene sopraffatto dai ricordi della morte di Luna, uccidendo Doma e diversi bambini in uno stato di fuga. Sopraffatto dal senso di colpa, tenta di annegare, ma viene salvato da Togata, che muore nel tentativo, bruciato dalle fiamme di Agni.
Tornato al villaggio, Agni trova un enorme albero dove Giuda ha assorbito l'energia vitale dei suoi seguaci, gli "Agnisti". Giuda, intrappolata nell'Albero del Mondo, implora Agni di ucciderla per liberarla dall'influenza di Sulya. Agni tenta di farlo, ma i poteri di Giuda spengono le sue fiamme, bloccandone la rigenerazione. Sebbene Giuda sopravviva, perde la memoria e Agni la chiama Luna. Si stabiliscono in una miniera di sale con un piccolo gruppo di sopravvissuti della comunità di Doma, anche se lo stato mentale di Agni inizia a deteriorarsi con il passare del tempo. Alla fine Luna si rende conto che Agni non è suo fratello e tra i due inizia una relazione sentimentale.
Nel frattempo, Sole assurge a posizione messianica tra gli Agnisti. Luna viene rapita poiché Sun viene convinto da Sulya e dagli altri rapitori che deve essere assicurata alla giustizia per riscaldare il mondo. Tuttavia, dopo un disaccordo, Sole decapita Sulya in nome di Agni. Agni si arrende al suo alter ego risoluto, Fire Punch, e insegue gli Agnisti per salvare Luna/Judah. Nella battaglia che segue, Sole muore e Giuda distrugge parte del cervello di Agni, cancellandone i ricordi, e completa il rituale dell'albero per riscaldare la Terra. Ottant'anni dopo, la Terra inizia a scongelarsi. Agni, ora chiamato Sole, vive tranquillamente in una piccola comunità ai piedi dell'albero di Giuda. Gli viene consegnata la telecamera di Togata, ma le riprese effettuate non hanno audio e sono interamente in bianco e nero a causa del danneggiamento del file. Sole guarda il filmato della sua vita come Agni, senza riconoscere le persone o gli eventi presentati.
Secoli dopo, Giuda rimane nell'albero, dimenticando tutta la sua vita e il suo nome; passano i millenni e lei si chiede se rimarrà intrappolata lì per sempre. Osserva la Terra sotto di lei distrutta da un asteroide. Milioni di anni dopo, quando l'universo è ormai morto, un uomo che somiglia ad Agni la raggiunge. L'uomo si presenta come Sole e lei come Luna e, sebbene non si riconoscano, si abbracciano e si addormentano. Due persone che assomigliano ad Agni e Luna vengono mostrate mentre escono da un cinema vuoto.

## Pubblicazione
Scritto e illustrato da Tatsuki Fujimoto, Fire Punch è stato pubblicato sul sito web Shōnen Jump+ di Shueisha dal 18 aprile 2016, al 1 gennaio 2018. La Shueisha ha raccolto i suoi capitoli in otto volumi tankōbon, pubblicati dal 4 luglio 2016 al 2 febbraio 2018.
In Italia il manga è pubblicato da Star Comics.

### Volumi
| 1 | 30 giugno 1995                                                                   | ISBN 978-4-08-880731-7 | 21 giugno 2017    | ISBN 978-8822605382 |
| 1 | Capitoli - 1. - 2. - 3. - 4. - 5. - 6. - 7. - 8.                                 |                        |                   |                     |
| 2 | 4 ottobre 2016                                                                   | ISBN 978-4-08-880797-3 | 19 luglio 2017    | ISBN 978-8822606402 |
| 2 | Capitoli - 9. - 10. - 11. - 12. - 13. - 14. - 15. - 16. - 17. - 18.              |                        |                   |                     |
| 3 | 2 dicembre 2016                                                                  | ISBN 978-4-08-880873-4 | 20 settembre 2017 | ISBN 978-8822606952 |
| 3 | Capitoli - 19. - 20. - 21. - 22. - 23. - 24. - 25. - 26. - 27. - 28.             |                        |                   |                     |
| 4 | 3 marzo 2017                                                                     | ISBN 978-4-08-881014-0 | 14 novembre 2017  | ISBN 978-8822607690 |
| 4 | Capitoli - 29. - 30. - 31. - 32. - 33. - 34. - 35. - 36. - 37. - 38. - 39.       |                        |                   |                     |
| 5 | 2 giugno 2017                                                                    | ISBN 978-4-08-881061-4 | 16 gennaio 2018   | ISBN 978-8822608376 |
| 5 | Capitoli - 40. - 41. - 42. - 43. - 44. - 45. - 46. - 47. - 48. - 49.             |                        |                   |                     |
| 6 | 4 agosto 2017                                                                    | ISBN 978-4-08-881147-5 | 17 luglio 2018    | ISBN 978-8822610614 |
| 6 | Capitoli - 50. - 51. - 52. - 53. - 54. - 55. - 56. - 57. - 58. - 59. - 60.       |                        |                   |                     |
| 7 | 2 novembre 2017                                                                  | ISBN 978-4-08-881170-3 | 14 novembre 2018  | ISBN 978-8822611352 |
| 7 | Capitoli - 61. - 62. - 63. - 64. - 65. - 66. - 67. - 68. - 69. - 70. - 71.       |                        |                   |                     |
| 8 | 2 febbraio 2018                                                                  | ISBN 978-4-08-881327-1 | 23 gennaio 2019   | ISBN 978-8822611390 |
| 8 | Capitoli - 72. - 73. - 74. - 75. - 76. - 77. - 78. - 79. - 80. - 81. - 82. - 83. |                        |                   |                     |

## Ricezione
Nel 2017, Fire Punch è stato nominato per il 10° Manga Taishō . La serie si è classificata al 15º posto nel sondaggio "Nationwide Bookstore Employees' Recommended Comics of 2017" condotto dalla libreria online Honya Club. Si è anche classificato terzo nella classifica Kono Manga ga Sugoi! di Takarajimasha ! elenco dei migliori manga del 2017 per lettori maschi.

## Ulteriori letture
- (JA) Imamura, Ryo, Manga Honz,  http://honz.jp/articles/-/43045.
- (JA) Kono Manga ga Sugoi!,  https://konomanga.jp/special/75439-2.
- (JA) Kono Manga ga Sugoi!,  https://konomanga.jp/interview/96820-2.
- (JA) Kono Manga ga Sugoi!,  https://konomanga.jp/interview/112091-2.
- (FR) Manga news,  https://www.manga-news.com/index.php/auteur/interview/FUJIMOTO-Tatsuki.
- (JA) shonenjump.com,  https://sp.shonenjump.com/p/sp/1706/fp_interview/index.html.
- ICv2,  https://icv2.com/articles/reviews/view/39486/review-fire-punch-vol-1-tp-manga.
- Anime News Network,  https://www.animenewsnetwork.com/review/fire-punch/gn-1/.129558.
- Comic Book Bin,  http://www.comicbookbin.com/firepunch001.html.
- Comic Book Bin,  http://www.comicbookbin.com/firepunch002.html.
- (JA) Comic Natalie,  https://natalie.mu/comic/pp/firepunch.